# فورد برونکو آی‌آی

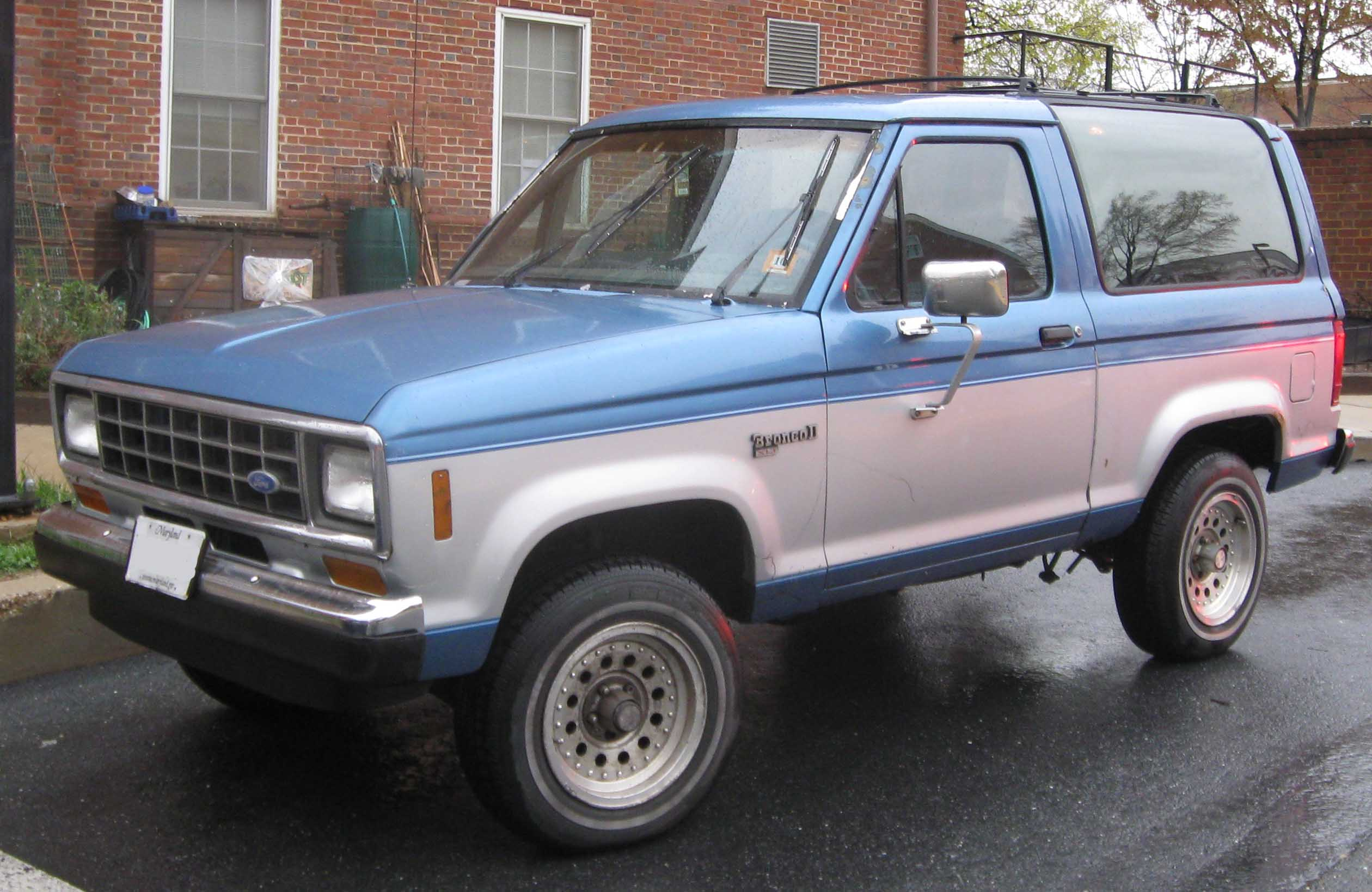

فورد برونکو آی‌آی (Ford Bronco II) خودرویی است که در سال‌های ۱۹۸۴ تا ۱۹۹۰در لویی ویل و ایالات متحده آمریکا تولید شده‌است.
این خودرو در کلاس کامپکت اس‌یووی قرار گرفته، طراحی آن موتور جلو، توزیع نیروی پیشران و خودرو چهار چرخ محرک بوده است. سیستم جعبه‌دندهٔ آن ۴ دنده به دو صورت خودکار و دستی است.